# Margaret Kelly Leibovici
Margaret Kelly Leibovici, conosciuta come Miss Bluebell (Dublino, 24 giugno 1910 – Parigi, 11 agosto 2004), è stata una ballerina e impresaria anglo-franco-irlandese, nota per essere la fondatrice del corpo di ballo delle Bluebelles.
È stata in attività, prima come danzatrice poi come manager, per settantadue anni, carriera per la quale è stata insignita dell'Order of the British Empire.

## Biografia

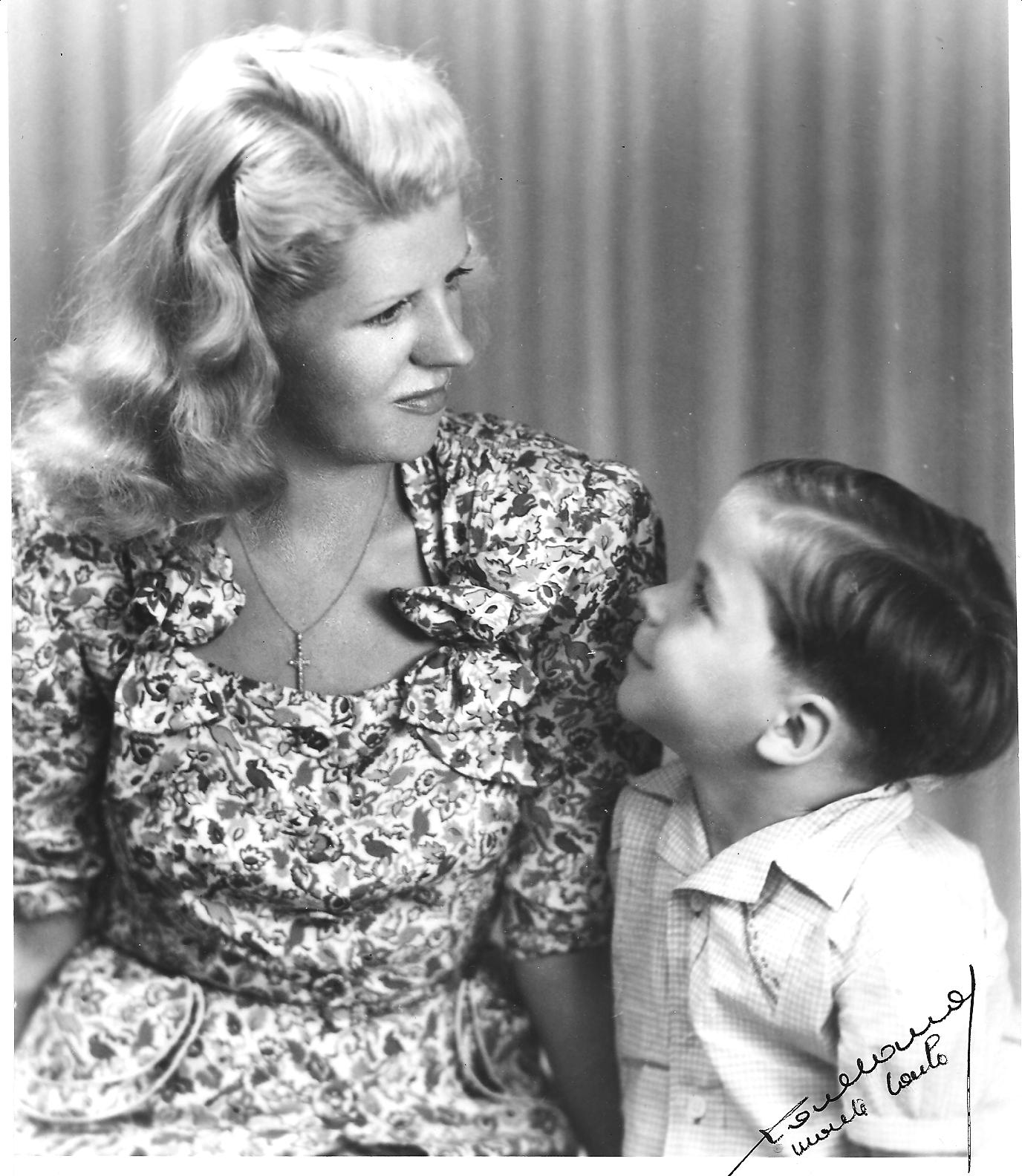
Kelly Leibovici nel 1945 con il figlio Francis

Margaret Kelly nacque al Rotunda Hospital di Dublino e non conobbe mai i suoi genitori. Un sacerdote l'affidò alle cure di Mary Murphy, una sarta nubile. Nel 1916 madre adottiva e figlia si trasferirono a Liverpool dove, su consiglio del medico, Kelly fu iscritta a una scuola di danza per rinforzare i fragili arti inferiori. Ben presto fu chiaro che la giovane aveva talento per il ballo, cosicché all'età di quattordici anni lasciò la scuola per passare direttamente a far parte dell'organico di un corpo di ballo scozzese, lo Hot Jocks.
Nove mesi dopo Alfred Jackson, un noto produttore che scritturava gruppi di danza, la inserì nelle Jackson Girls, per spettacoli a Berlino. Kelly vi danzò per cinque anni. Quando gli anni ruggenti stavano lasciando il posto alla Grande depressione, nel 1930, ormai ventenne Kelly passò a ballare a Parigi alle Folies Bergère decidendo di fermarsi in Francia. Due anni dopo, nel 1932, creò un proprio gruppo, le Bluebell Girls, tuttora attivo al club Lido di Parigi.
Nel 1939 l'ormai quasi trentenne ballerina sposò Marcel Leibovici, originario della Romania e di religione ebraica, pianista e compositore alle Folies Bergère. Durante la seconda guerra mondiale, la coppia ebbe due figli: Patrick, nato nel 1939, e Francis, venuto alla luce nel 1941.

### Le persecuzioni naziste

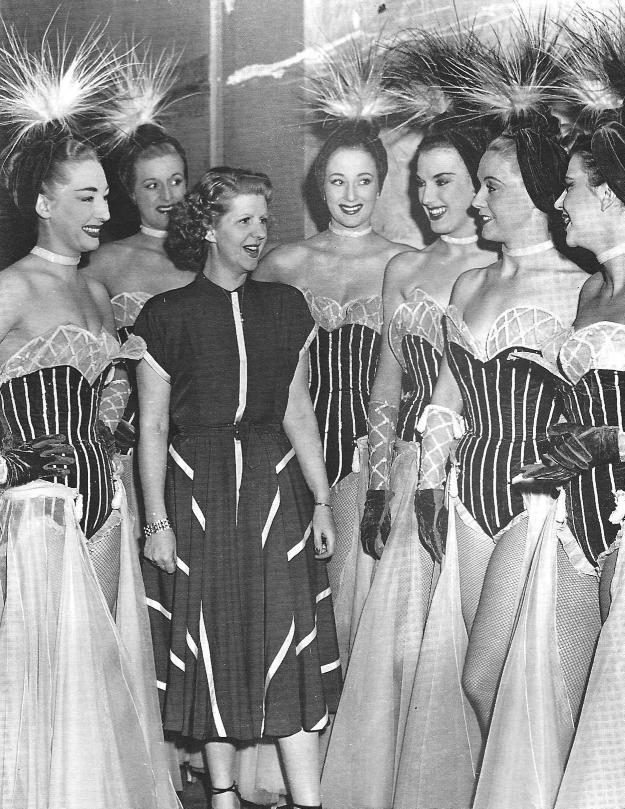
Kelly Leibovici nel 1948 fra le sue Bluebell Girls

Dopo l'invasione tedesca della Francia nel 1940 Margaret, incinta di Francis, fu arrestata dalla polizia francese e internata a Besançon. Fu salvata dal provvidenziale intervento diplomatico dell'incaricato d'affari irlandese conte O'Kelly, ma nel 1942 il marito Marcel fu a sua volta arrestato e deportato in un campo di concentramento a Gurs.
La resistenza francese lo aiutò a evadere e a tornare a Parigi dove fu tenuto nascosto dalla moglie fino alla liberazione in un alloggio posto di fronte al quartier generale della Prefettura di Polizia. Durante tutto questo tempo Margaret, a rischio della propria vita, procurò al marito il cibo e ogni genere di necessità indispensabile alla sopravvivenza. Fu interrogata dalla Gestapo che - non distante dal vero - la sospettava di nascondere il marito ma resistette grazie al formidabile self-control a ogni tipo di pressione. Al termine del secondo conflitto mondiale, Kelly Leibovici iniziò una fruttuosa collaborazione con Donn Arden che nel 1947 scritturò le Bluebell Girls.

### L'epoca d'oro delle Bluebell Girls
Marcel Leibovici nel 1947 entrò in completa partnership con la moglie, curando l'orchestrazione degli spettacoli delle Bluebelle Girls ma anche gli aspetti organizzativi e finanziari legati all'impresa che ruotava intorno a loro: un impegno che le portò ad essere considerate il più prestigioso corpo di ballo al mondo.
Leibovici morì poi in un incidente d'auto nel 1961 e Margaret non si è mai risposata, preferendo dedicarsi alle cure dei quattro figli (a Patrick e a Francis si erano aggiunti Florence e Jean-Paul). Continuò a occuparsi delle Bluebell, organizzate ormai in diverse formazioni (troupe) di ballo incrementate dall'ingresso di nuovi elementi e nuovi artisti (che portarono a diverse innovazioni, fra cui l'introduzione, nel 1970, del topless).

### Ultimi anni

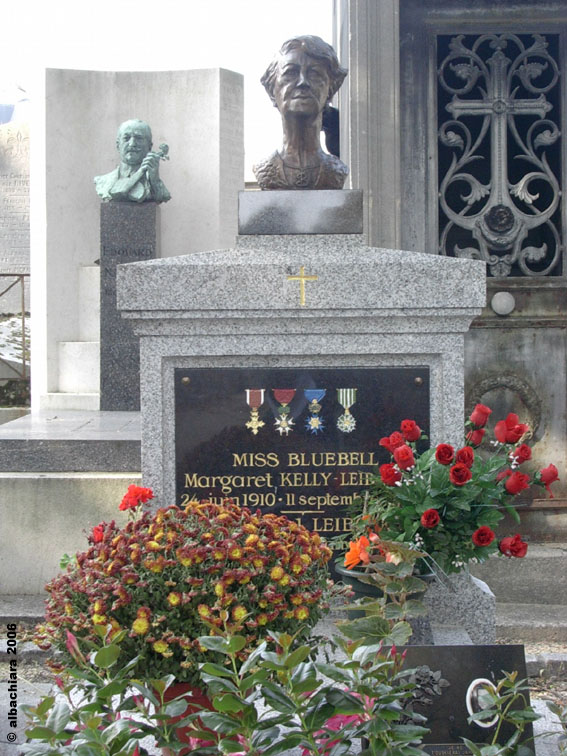
La tomba di Margaret Kelly Leibovici a Montmartre

Quella che è stata chiamata Miss Bluebell ha dedicato tempo e denaro a imprese filantropiche ed è ricordata per l'impegno profuso a favore di una nipote, Alexandra, affetta dalla sindrome di Angelman. Ma le Bluebell Girls non l'hanno mai esclusa dalla loro attività, anche quando aveva raggiunto un'età avanzata, invitandola ad ogni evento
Nel 1986 la BBC ha trasmesso una serie televisiva intitolata Bluebell, con Carolyn Pickles nel ruolo della maestra-manager. Sulla sua figura George Perry ha scritto una biografia autorizzata. Sia il serial che la biografia hanno registrato complessivamente critiche positive, eccetto alcune pronunciate in Francia, dove peraltro né film né libro hanno avuto pubblicazione.
Gli ultimi anni di vita di Miss Bluebell sono stati turbati da contrasti familiari con i figli riguardo alla gestione dell'impresa di famiglia. Nel 1996, Kelly Leibovici è stata affidata in custodia nel suo appartamento parigino dove ha trascorso i suoi ultimi giorni affidata alle cure di personale scelto dai figli Patrick e Florence. Alla morte è stata sepolta nel cimitero di Montmartre. Il figlio Jean-Paul, morto nel 1996, è sepolto accanto a lei.